# ليستير فينش
ليستير فينش (بالإنجليزية: Lester Finch)‏ (26 أغسطس 1909 في المملكة المتحدة - 20 نوفمبر 1995 في المملكة المتحدة) هو مدرب كرة قدم ولاعب كرة قدم بريطاني في مركز الهجوم، شارك في الألعاب الأولمبية الصيفية 1936. وشارك مع منتخب المملكة المتحدة الوطني لكرة القدم. أما مع النوادي، فقد لعب مع نادي بارنت وHadley F.C. ‏.

## وصلات خارجية
- ليستير فينش على موقع الاتحاد الدولي (مؤرشف)  (الإنجليزية)
- ليستير فينش على موقع عالم كرة القدم.نت (الإنجليزية)
- ليستير فينش على موقع أوليمبيديا (الإنجليزية)